# Hautot-le-Vatois
Hautot-le-Vatois is een gemeente in het Franse departement Seine-Maritime (regio Normandië) en telt 268 inwoners (1999). De plaats maakt deel uit van het arrondissement Le Havre.

## Geografie
De oppervlakte van Hautot-le-Vatois bedraagt 6,0 km², de bevolkingsdichtheid is 44,7 inwoners per km².
De onderstaande kaart toont de ligging van Hautot-le-Vatois met de belangrijkste infrastructuur en aangrenzende gemeenten.

## Demografie
Onderstaande figuur toont het verloop van het inwonertal (bron: INSEE-tellingen).